# FC MASターボルスコ
FCシロン・ターボルスコ（FC Silon Táborsko）は、チェコのターボルをホームタウンとするサッカークラブ。

## 歴史
1926年に創設されたFKスパルタクMAS SUと1921年に創設されたFKターボルが合併し、2012年にFC MASターボルスコが創設された。

## 歴代監督
- ラドスラフ・コヴァーチ 2022

## 歴代所属選手
- ヤン・シマーク 2012-2014